# 12.9インチiPad Pro (第4世代)
12.9インチiPad Pro（12.9インチアイパッド プロ）はAppleが開発、販売するタブレット型コンピュータである。iPadシリーズにおける最上位モデルであり、画面サイズはシリーズ最大となっている。

## 概要
2020年3月18日（現地時間）ウェブサイト上で発表された。発売日は3月25日。SoCはA12Xの8個目のGPUを有効化したA12Z Bionicであり、このモデルのメモリは前世代と異なり、ストレージの容量に関係なく、6GBで統一された。iPadシリーズでは初となるデュアルカメラを搭載し、LiDAR（Light Detection and Ranging）スキャナが新たに追加された他は、サイズ・ディスプレイともに前世代と同様である (ただし、重量はWi-Fiモデルで631gから641gに増えている。)。よって、ホームボタン及びイヤホンジャックはなく、Face IDで認証を行い、充電はLightning端子でなく、USB Type-C端子である。Apple Pencil (第2世代)に対応している。また、ストレージの最小構成は前世代の64GBから128GBに増量されている。前世代の無線LANは802.11ac(MIMO対応)だったが、本モデルはWi-Fi 6(MIMO対応)をサポートしている。

### 急速充電
USB PD準拠し、最大45W(15V 3A)での充電に対応している。

### 専用オプション

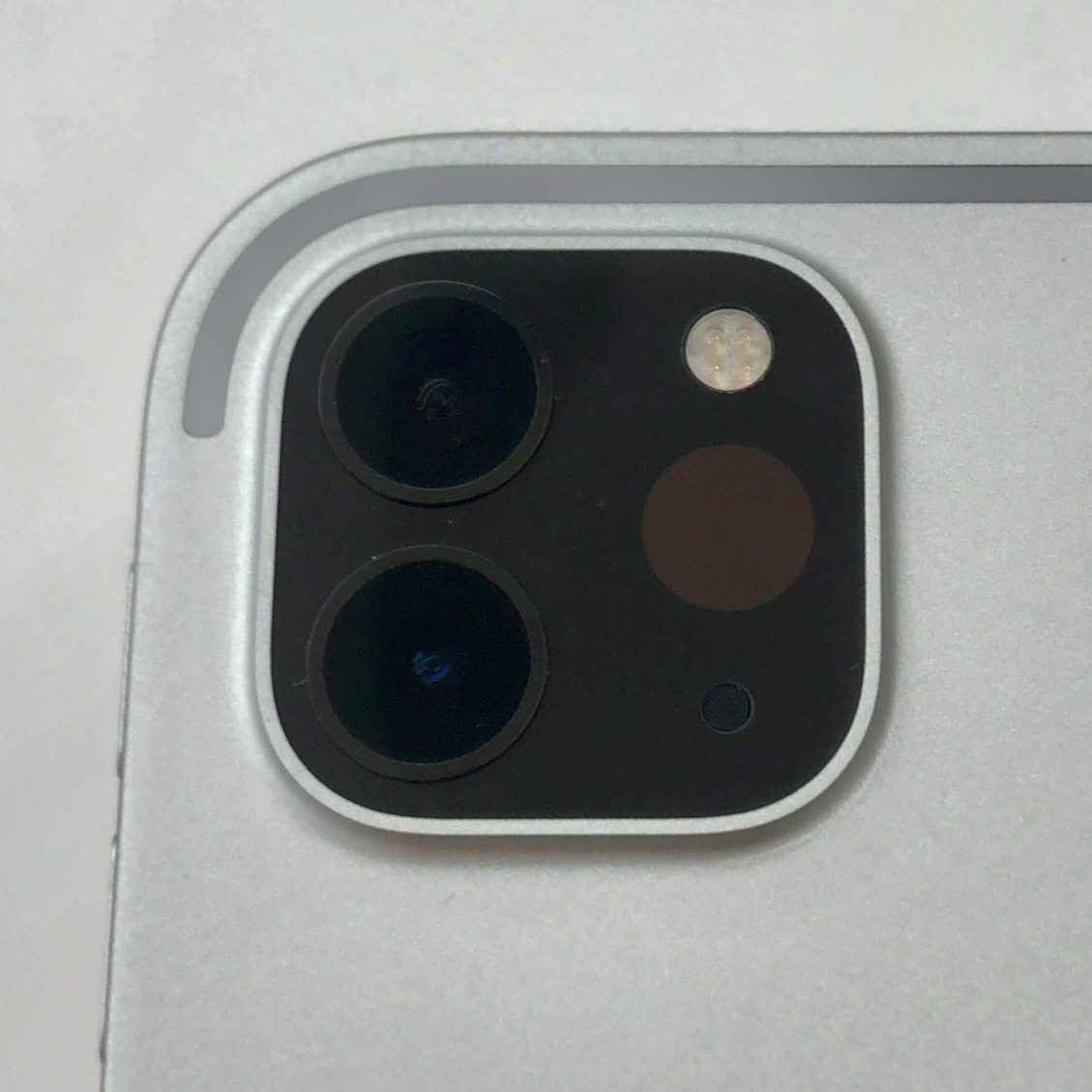
背面カメラとLiDARスキャナ (写真は11インチiPad Pro (第2世代)のもの。本モデルも同等のものを搭載している。)

iPad Proの画面スペックを活かすため、専用のオプションが3つ用意されている。
Smart Keyboard Folio
Apple Pencil (第2世代)
Magic Keyboard

## iPadモデルの変遷
（横スクロールできる画像です）